# Hoover (säl)
Hoover (ca 1971 – 25 juli 1985) var en knubbsäl som kunde härma mänskligt tal.
Han var föräldralös när han hittades 1971 av George och Alice Swallow i Maine, USA. George och Alice bestämde sig för att ta med honom hem. Till att börja med ville han inte äta, men det övergick till att han åt som en dammsugare, varifrån han fick sitt namn ("hoover" betyder dammsugare på engelska).
När Hoover blev för stor för att bo i ett badkar flyttades han till en damm utanför deras hus där han började härma folks röster. Senare flyttades han igen, denna gången till New England Aquarium där han berättade besökare att "Get outta here!" och "Well Hello Deah" med en grov engelsk accent. På grund av detta blev han känd och medverkade i tidningar som Reader's Digest och The New Yorker och TV-program som Good Morning America.
Hoover dog 25 juli 1985 på grund av komplikationer från sin årliga ömsning. Hans dödsannons publicerades i The Boston Globe.
Ingen av Hoovers sex ungar (döttrarna Joey, Amelia, och Trumpet och sönerna Lucifer, Cinder, och Spark) kunde prata, men hans barnbarn Chacoda (även "Chucky") har visat sig kunna tala till viss del, även om han kan inte härma mänskligt tal. Akvariets personal arbetar fortfarande med att hjälpa honom (2007).